# Crocodile class 250
El Submarino Crocodile Class 250 fue un proyecto desarrollado por el grupo de empresas privadas chilenas Vapor Industrial S.A., para la construcción de un minisubmarino de 250 toneladas de desplazamiento, destinado, según la primera versión de sus creadores, a apoyar misiones de rescate y buceo de alta profundidad, junto con la investigación científica. Una maqueta de grandes dimensiones fue exhibida públicamente en el 2012 como parte de la presentación del proyecto, con presencia del entonces ministro de Defensa, Andrés Allamand, y autoridades de la Armada de Chile, que manifestaron su apoyo e interés por el sumergible. Una posterior presentación en la Exponaval de Valparaíso a fines del mismo año 2012 describió la nave ya no como un ingenio de rescate e investigación, sino que como un submarino "ligero de combate", dotado, además de cámara hiperbárica y escotilla para buzos, de cuatro tubos lanzadores de armamento.

## El proyecto
El ingeniero Chileno David Costa, quien trabajó anteriormente en un astillero italiano de minisubmarinos de 110 toneladas, convenció a mediados de la década del 2000 al grupo Solari, relacionado con el conglomerado Vapor Industrial, de invertir en el desarrollo proyecto de un submarino de rescate y buceo de profundidad, de 250 toneladas. Hacia abril del 2012 se habría invertido $ 5 millones de dólares en diseño y desarrollo, estimándose un gasto $ 4 millones de dólares más para la construcción del casco del primer prototipo (sin considerar equipos especializados). En julio del mismo año Vapor Industrial señalaba que estaba en condiciones de terminar ese prototipo en un plazo de 12 a 18 meses, tras el cual se requerirían entre 8 y 12 meses más de pruebas en el mar. Según otras fuentes en el desarrollo del proyecto, que se remontaría ocho años antes del que se revelara al público, la compañía habría invertido al 2012 unos 8 millones de euros.
La tripulación contaría de 14 tripulantes (con un mínimo de 4). Tendría una autonomía en inmersión de 546 km y podría permanecer sumergido durante una semana.

## Características
El submarino mediría 33 metros de eslora y 3,5 metros diámetro, contando con una cámara hiperbárica, una "garita" y una escotilla en la proa, para regular presurizar controladamente a equipos de buzos, con capacidad de operar hasta los 200 metros de profundidad.
Fuera de las misiones de rescate para las que fue diseñado, podría equiparse con cuatro tubos lanza-torpedos, que por razones de tamaño y espacio irán instalados entre los cascos exterior e interior del sumergible, y que estarán adaptados para lanzar tanto torpedos pesados del tipo Black Shark de DCNS/WASS como misiles antibuques del tipo SM-39 Exocet de MBDA y misiles Harpoon.
El equipamiento incluye sistemas de navegación respaldados por giroscopio láser y posicionador satelital (GPS), además de sistemas para comunicaciones y transferencia de datos subacuáticas. El Sistema de Combate incluirá sonares tanto pasivos como activos, radar, sistemas de apoyo electrónico (ESM) y un periscopio táctico.
El sumergible de fabricación Chilena, podrá alcanzar una velocidad máxima de 10 nudos en superficie. Bajo el agua su velocidad máxima será de 12 nudos, en tanto que su velocidad económica o de crucero será de 4 nudos.